# Problepsis deliaria
Problepsis deliaria är en fjärilsart som beskrevs av Achille Guenée 1858. Problepsis deliaria ingår i släktet Problepsis och familjen mätare. Inga underarter finns listade i Catalogue of Life.